# 1822

## Събития
- Бразилия получава независимост от португалската империя.

## Родени
- Мидхат паша, османски държавник
- Алеко Богориди, български политик
- Александър Богориди, български политик
- 2 януари – Рудолф Клаузиус, германски физик
- 6 януари – Хайнрих Шлиман, германски археолог
- 2 февруари – Огюст Дозон, френски дипломат
- 16 февруари – Френсис Галтън, Британски психолог и антрополог
- 8 март – Игнаци Лукашевич, полски аптекар и изобретател на газената лампа
- Добри Чинтулов, български поет
- 5 април – Емил дьо Лавеле, белгийски икономист
- 20 май – Фредерик Паси, френски икономист и политик
- 27 май – Йоханес Дайкер, германски художник
- 22 юли – Грегор Мендел, австрийски ботаник
- 26 юли – Робърт Уилям Томсън, шотландски изобретател
- 11 септември – Олга Николаевна Вюртембергска, кралица на Вюртемберг
- 10 декември – Цезар Франк, белгийско-френски композитор
- 24 декември – Матю Арнолд, английски писател
- 27 декември – Луи Пастьор, френски микробиолог и химик

## Починали
- Зафиракис Теодосиу, гръцки революционер
- 5 февруари – Али паша, албански държавник
- 10 март – Юзеф Вибицки, полски писател и политик
- 19 март – Валентин Аюи, френски педагог, основоположник на обучението на слепи хора
- 25 юни – Ернст Теодор Амадеус Хофман, германски писател
- 8 юли – Пърси Шели, британски поет
- 25 август – Уилям Хершел, германски астроном и композитор
- 13 октомври – Антонио Канова, италиански скулптор

Вижте също:
- календара за тази година